# シンシチン-1
シンシチン-1（英: syncytin-1）はヒトやその他の霊長類に存在するタンパク質で、ERVW-1遺伝子（endogenous retrovirus group W envelope member 1）によってコードされる。Everinとしても知られる。シンシチン-1は細胞融合タンパク質であり、胎盤発生に関する機能が最もよく特徴づけられている。胎盤は胚の子宮への付着を助け、栄養を供給する役割を果たす。
このタンパク質をコードする遺伝子は内在性ウイルスエレメントであり、霊長類の生殖細胞系列に組み込まれた太古のレトロウイルス感染の残骸である。シンシチン-1はヒト、類人猿、旧世界ザルに存在するが新世界ザルには存在せず、この組み込みは2500万年以上前に生じたものであると考えられている。シンシチン-1は狭鼻小目で発現している既知の2つのシンシチンタンパク質のうちの1つであり（もう1つはシンシチン-2）、進化の過程で多様な哺乳類に何度も組み込まれた多くのウイルスゲノムのうちの1つに由来する。
ERVW-1遺伝子は、7番染色体の7q21.2遺伝子座に位置する全長プロウイルスERVWE1の内部に位置し、ERVWE1にはLTRが隣接している。プロウイルス内にはにERVW-1に先立ってgagとpolも存在するが、どちらにもナンセンス変異が存在するためこれらはタンパク質をコードしない。
シンシチン-1はいくつかの神経疾患への関与も示唆されており、特に多発性硬化症における免疫原として作用している可能性がある。

## 胎盤の発生
シンシチン-1を介した栄養膜（栄養芽層、trophoblast）の融合は、正常な胎盤の発生に必要不可欠である。初期の胎盤関門は、細胞性栄養膜（細胞栄養芽層、cytotrophoblast）と合胞体性栄養膜（合胞栄養芽層、syncytiotrophoblast）と呼ばれる2つの胎盤特異的細胞層によって構成されている。細胞性栄養膜細胞は継続的に分裂を行う未分化細胞であり、合胞体性栄養膜細胞は完全に分化した、分裂を行わない融合細胞からなる合胞体である。細胞性栄養膜細胞と合胞体性栄養膜細胞の表面でのシンシチン-1の発現は細胞融合を媒介する。合胞体性栄養膜は発生中の胎児と母体の血液供給との接触面であり、下層の基底膜、胎児の内皮とともに胎盤関門を形成している。胎盤関門は栄養素と老廃物の交換を可能にする一方で、母体の免疫細胞やその他の細胞、粒子や分子が胎児の血液循環へ通過するのを阻止している。細胞性栄養膜細胞は合胞体性栄養膜細胞へと融合することにより、細胞老化を強制される。そのため、合胞体性栄養膜の成長と維持には細胞性栄養膜細胞の増殖が必要である。細胞性栄養膜細胞でのシンシチン-1の発現はG1/S期の移行と増殖を促進し、細胞性栄養膜細胞のプールの継続的な補充を保証している。「シンシチン」という名称は、多核化した原形質である合胞体（シンシチウム、syncytium）の形成に関与していることに由来する。胎盤で発現する内在性レトロウイルス（ERV）エンベロープタンパク質には、他のERVファミリー（HERV-FRD）のシンシチン-2がある。

## 受容体
シンシチン-1の受容体はナトリウム依存性アミノ酸トランスポーター2（ASCT2（SLC1A5））である。そのため、シンシチン-1はretroviral mammalian type D receptor interference group（RDR干渉群）と呼ばれる大きなviral interference group（ウイルス干渉群）に属する。シンシチン-1はRDR干渉群のメンバーである（細胞への進入の際にRDRを利用する）脾臓壊死ウイルス（spleen necrosis virus）の感染に干渉することがin vitroで示されている。シンシチン-1はASCT1（SLC1A4）も認識するが、この受容体はRDR干渉群の受容体ではない。シンシチン-1とASCT2の変異研究により、シンシチン-1の推定受容体結合ドメインが117番から144番残基に同定されている。この領域のアミノ酸配列はRDR干渉群のメンバーの間で良く保存されている。全てのRDR干渉群のメンバーのこの保存領域にはSDGGGX2DX2Rというモチーフが存在し、結合に重要な役割を果たしている可能性がある。このモチーフにASCT2への結合の決定因子が含まれていることを示唆する予備的証拠がシンシチン-1と脾臓壊死ウイルスを用いた研究から得られている。
ASCT1とASCT2の最大の細胞外ドメインである細胞外ループ2（ECL2）には、そのC末端に21残基のヒト、マウス、ハムスターの受容体間での超可変領域が存在する。大部分のRDR干渉群のメンバーによる受容体結合の特異性は、この領域によって決定されていることが示されており、ヒトと齧歯類の受容体の間でのグリコシル化パターンとアミノ酸配列の差異はRDR干渉群のメンバーによる感染に対する感受性の決定要因となっている。

## 構造
シンシチン-1にはレトロウイルスのクラスI融合タンパク質（マウス白血病ウイルスのgpタンパク質、HIVのgp120、gp41など）と多くの共通した構造エレメントが存在し、フーリン切断部位で隔てられたSU（surface）サブユニットとTM（transmembrane）サブユニットから構成される。2つのサブユニットはヘテロ二量体を形成し、2つの保存されたシステインリッチモチーフ（SUのCXXCとTMのCX6CC）間のジスルフィド結合によって連結されていると考えられている。細胞表面では、このヘテロ二量体はホモ四量体を形成していると考えられる。シンシチン-1のTMには融合ペプチド（fusion peptide）と、chain reversal regionで隔てられた2つのヘプタッドリピートが存在し、これはレトロウイルスのクラスI融合糖タンパク質と共通する。シンシチン-1は1回膜貫通タンパク質であり、比較的長い細胞質テールを持つ。細胞質テールを14残基へと切り詰めると融合活性が増大することが示されており、C末端領域が融合活性の調節に関与している可能性が示唆されている。

## 臨床的意義

### 妊娠高血圧腎症
妊娠高血圧腎症や胎児発育不全に特徴的な低酸素状態は栄養膜細胞におけるシンシチン-1の異常な発現と関連しており、妊娠高血圧腎症の胎盤組織ではシンシチン-1の発現レベルが低下している。シンシチン-1の発現異常は胎盤の病態に重要な役割を果たしていると考えられる。

### 神経学的病理
ERVW-1は、HERV-Wファミリーの中で完全に機能的なエンベロープタンパク質をコードする遺伝子座である。神経組織におけるERVW-1遺伝子座からのmRNAとタンパク質の発現は、神経変性や多発性硬化症の発症への関与が示唆されている。Multiple sclerosis retrovirus like particle（多発性硬化症レトロウイルス様粒子、MSRV）のエンベロープタンパク質（env）はERVW-1にコードされるシンシチン-1と高い配列類似性がみられ、多発性硬化症の病因の重要な因子として長年研究されてきた。MSRV envをコードする遺伝子座はいまだ解明されていない。
また、神経細胞やグリア細胞におけるERVW-1の発現異常や、HERV-WのLTRを介した細胞タンパク質の発現異常が双極性障害や統合失調症の病因に関与していることを示す予備的証拠が得られている。